# Stefan Haupt
Pour les articles homonymes, voir Haupt.
Stefan Haupt, né en 1961 à Zurich, est un réalisateur, scénariste, metteur en scène et producteur suisse.

## Biographie
Stefan Haupt poursuit ses études de 1985 à 1988 à la Haute École d'art de Zurich. De 2008 à 2010, il est président de la ligue Filmregie und Drehbuch Schweiz (ARF/FDS), et appartient au conseil de la Swiss Film. Il est propriétaire de la société de production Fontana Film. Il se fait connaître du grand public avec son film Le Cercle sorti en 2015. Il demeure à Zurich.

## Filmographie
- 1998 : I'm just a simple person (film documentaire) : scénario, direction, production
- 2000 : Increschantum (film documentaire) : scénario, direction, production
- 2001 : Utopia Blues, scénario, direction coproduction
- 2002 : Elisabeth Kübler-Ross – Dem Tod ins Gesicht sehen (film documentaire), scénario, direction, production
- 2003 : Moritz (téléfilm)
- 2004 : Downtown Switzerland
- 2006 : Ein Lied für Argyris (film documentaire)
- 2010 : How about love
- 2012 : Sagrada - el misteri de la creació (film documentaire)
- 2014 : Le Cercle, direction, co-auteur avec Christian Felix, Ivan Madeo et Urs Frey
- 2019 : Le Réformateur (film) (de)